# Figueira de Castelo Rodrigo (freguesia)
A Freguesia de Figueira de Castelo Rodrigo é uma freguesia portuguesa do município de Figueira de Castelo Rodrigo, com 27,88 km² de área e 1952 habitantes (censo de 2021), tendo, por isso, uma densidade populacional de 70 hab./km².

## Demografia
A população registada nos censos foi:
| Distribuição da População por Grupos Etários | Distribuição da População por Grupos Etários | Distribuição da População por Grupos Etários | Distribuição da População por Grupos Etários | Distribuição da População por Grupos Etários |
| -------------------------------------------- | -------------------------------------------- | -------------------------------------------- | -------------------------------------------- | -------------------------------------------- |
| Ano                                          | 0-14 Anos                                    | 15-24 Anos                                   | 25-64 Anos                                   | > 65 Anos                                    |
| 2001                                         | 356                                          | 334                                          | 1160                                         | 403                                          |
| 2011                                         | 307                                          | 268                                          | 1216                                         | 420                                          |
| 2021                                         | 267                                          | 186                                          | 995                                          | 504                                          |

## História
Antigamente denominada por São Vicente de Figueira, foi elevada à categoria de vila em 1836, data em que passou a sede do antigo concelho de Castelo Rodrigo, renomeado Figueira de Castelo Rodrigo a partir daí.

## Património
De acordo com o Sistema de Informação para o Património Arquitetónico, existem sete monumentos classificados:
- Núcleo urbano da vila
- Igreja paroquial de São Vicente
- Capela de São Pedro
- Chafariz octogonal
- Fonte de espaldar
- Chafariz dos Pretos